# 闽海道
闽海道，中华民国初期在福建省设置的道。

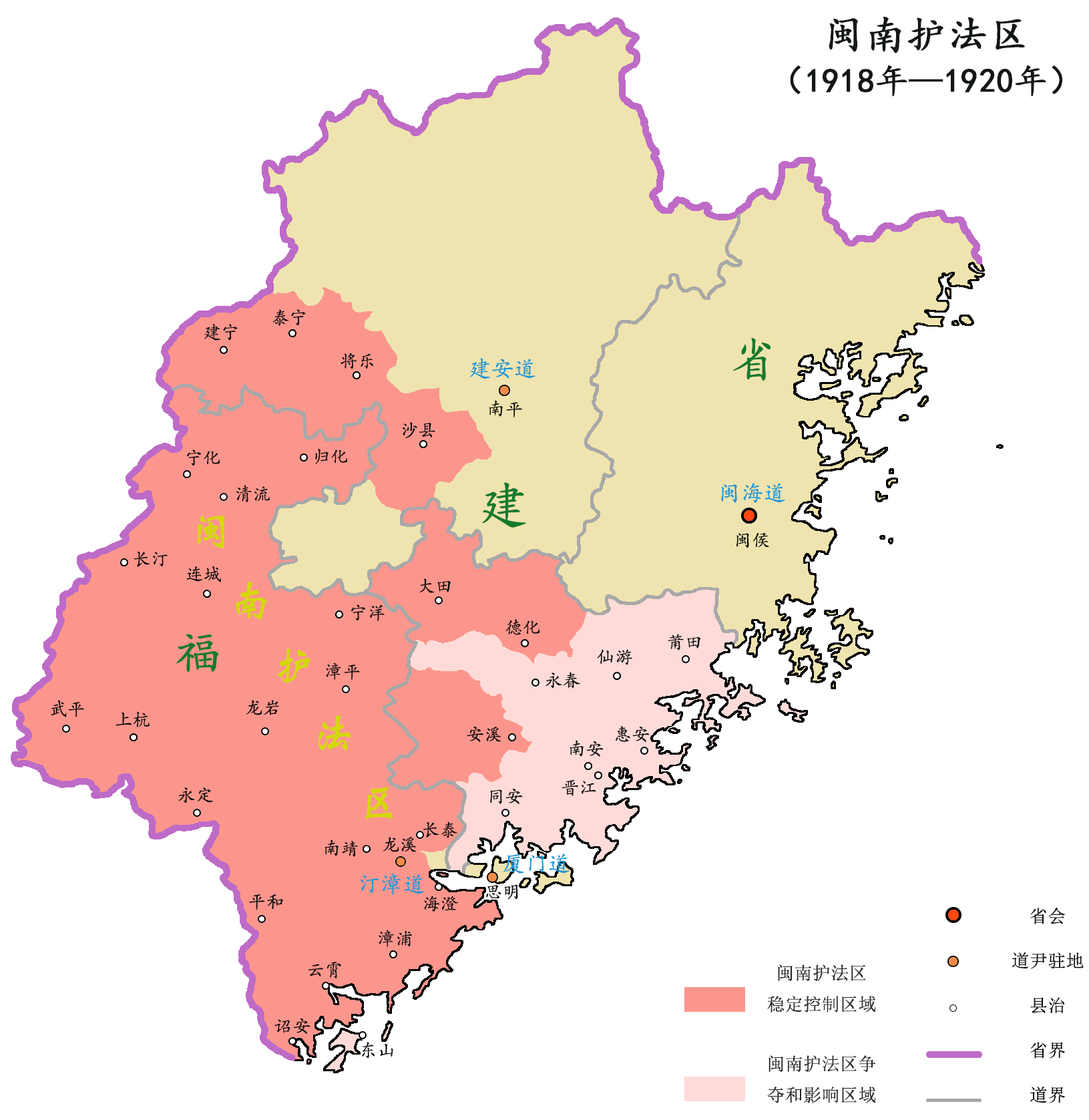
闽海道

1914年6月由东路道改名，治所在闽侯县（今福建福州市）。属福建省。辖闽侯、古田、屏南、闽清、长乐、连江、罗源、永泰、福清、霞浦、福鼎、宁德、寿宁、福安、平潭等县。辖区约当今中華人民共和國福建省寿宁、周宁、屏南、古田、闽清等县以东，永泰、福清、平潭三市县以北地区以及中華民國福建省連江縣。1928年废。